# محوطه اول ویار ۱
محوطه اول ویار ۱ مربوط به دوره اشکانیان - دوره ساسانیان است و در شهرستان گیلانغرب، بخش مرکزی، دهستان چله، ۴۶۰ متری شمال روستای اول ویار واقع شده و این اثر در تاریخ ۲۶ اسفند ۱۳۸۷ با شمارهٔ ثبت ۲۵۷۰۶ به‌عنوان یکی از آثار ملی ایران به ثبت رسیده است.